# Giovanni Maria Camilleri

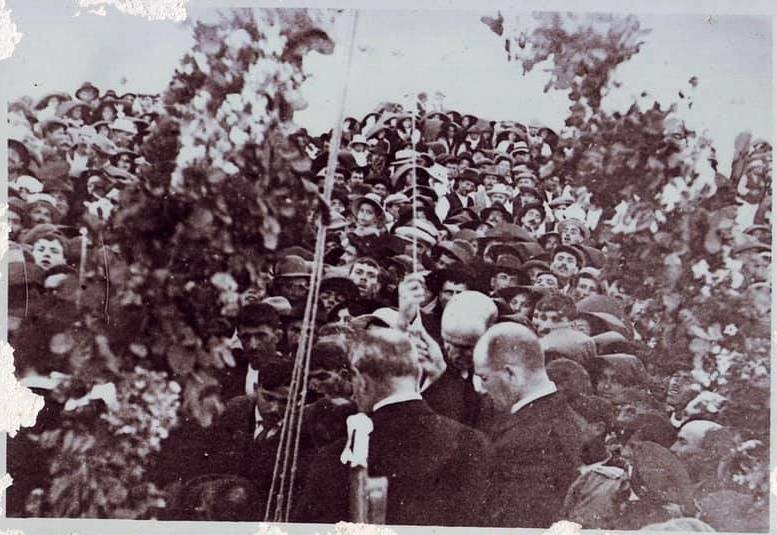
Biskup Camilleri obserwuje układanie pierwszych fundamentów sanktuarium w Ta Pinu na Malcie trzydziestego maja 1920 roku. Zdjęcie autorstwa Mikiel Farrugia.

Giovanni Maria Camilleri (1843–1924) – maltański prałat, który został czwartym biskupem Gozo.

## Wczesne lata
Giovanni Maria Camilleri urodził się 15 marca 1843 w Valletcie na Malcie.
W wieku 24 lat, 21 grudnia 1867 otrzymał święcenia kapłańskie w zakonie Augustianów.  

## Biskup Gozo
11 lutego 1889 papież Leon XIII wyznaczył Camilleriego na wakujące miejsce biskupa Gozo, aby zastąpił Pietro Pace, który objął archidiecezję Malty. Konsekrowany na biskupa 24 lutego 1889 przez kardynała Mariano Rampollę w bazylice Sant’Agostino w Rzymie. 12 maja tegoż roku w kościele katedralnym w Victorii uroczyście objął diecezję Gozo w zarząd, jako jej czwarty biskup.

## Rezygnacja
20 stycznia 1924 papież Pius XI przyjął rezygnację biskupa Camilleri z funkcji biskupa Gozo; mianował go biskupem tytularnym Methone.

## Śmierć
Giovanni Maria Camilleri zmarł 7 listopada 1924 (niektóre źródła podają datę 7 grudnia 1925). Pochowany został w kaplicy św. Urszuli w katedrze Wniebowzięcia w Cittadelli, górującej nad stolicą wyspy Gozo.